# Sumatrasia
Sumatrasia là một chi bọ cánh cứng trong họ Chrysomelidae.
Chi này được miêu tả khoa học năm 1884 bởi Jacoby.

## Các loài
Các loài trong chi này gồm:
- Sumatrasia tibialis (Allard, 1889)
- Sumatrasia unicolor (Jacoby, 1884)